# Rob Elliot
Robert Elliot (Greenwich, Inglaterra, Reino Unido, 30 de abril de 1986) es un futbolista irlandés que juega de portero en el Gateshead F. C. de la National League, club donde también ejerce de director técnico.

## Selección nacional
Ha sido internacional con la selección de fútbol de Irlanda en cuatro ocasiones.

## Clubes
| Club                              | País       | Año       |
| --------------------------------- | ---------- | --------- |
| Charlton Athletic F. C.           | Inglaterra | 2004-2011 |
| Bishop's Stortford F. C. (cedido) | Inglaterra | 2004      |
| Notts County F. C. (cedido)       | Inglaterra | 2005      |
| Accrington Stanley F. C. (cedido) | Inglaterra | 2005-2007 |
| Newcastle United F. C.            | Inglaterra | 2011-2020 |
| Watford F. C.                     | Inglaterra | 2021-2022 |
| Gateshead F. C.                   | Inglaterra | 2022-     |